# Церковь Иоанна Богослова (Пешково)
Церковь Иоанна Богослова (Иоанно-Богословский храм) — православный храм в селе Пешково Ростовской области, Ростовской и Новочеркасской епархии Азовское благочиние Русской Православной церкви.
Адрес: 346760, Ростовская область, Азовский, с. Пешково, пер. Октябрьский, д. 22.

## История
Первый храм в хуторе Пешково Азовского района Ростовской области строился с 1859 по 1863 год на средства прихожан при участии хуторян Даниила Белана и Андрея Роменского. В 1963 году ими был построен пятиглавый деревянный храм в честь Иоанна Богослова. Храм имел деревянную колокольню. Освящение храма состоялось в 1864 году священником отцом Василием.
Шли годы, при Отце Дмитрии Чехранове храм был расписан, к нему была сделана металлическая ограда, водружен купол. При церкви работала приходская школа. Отец Дмитрий был инициатором сооружения в 1884 году моста через реку Кагальник. В свое время в киоте храма находилась икона, написанная на рыбе — камбале. На одной стороне иконы было изображение Пресвятой Богородицы, на другой — апостолы с Иоанном Богословом. Храм владел 32 десятинами земли. Со временем храм обветшал. В годы Великой Отечественной войны в храм попала бомба, полностью его разрушив.
11 апреля 2003 года в селе был зарегистрирован новый приход. Богослужения сначала проходили в здании молитвенного дома. Потом администрация села выделила место для строительства нового кирпичного храма на месте, где ранее находилась деревянная церковь Иоанна Богослова. В 2013 году новый кирпичный храм был построен и расписан изнутри. Храм был возведен при попечительстве бывшего главы администрации Ростова-на-Дону (2014—2016) Сергея Ивановича Горбань. 6 апреля 2014 года прошло Великое освящение храма. Освящение было совершено митрополитом Ростовским и Новочеркасским Меркурием. В память об освящении и первом архиерейском богослужении глава Донской митрополии приподнёс в дар храму икону Святого Апостола Иоанна Богослова.
5 мая 2013 году в храме Иоанна Богослова была отслужена первая Божественная Литургия. Рядом с храмом был открыт памятник Св. Благоверным князьям Петру и Февронии.

## Священнослужители
- Отец Василий (1864—1872);
- Отец Григорий Говоров (1872—1878);
- Отец Елисей Терлецкий (1878—1884);
- Отец Дмитрий Чехранов (1884—1898).

Настоятель: Иерей Дионисий Дзюба.

## Престольные праздники
Иоанна Богослова — 21 мая, 13 июля 13 (Собор 12-ти апостолов), 9 октября (день преставления).

## Святыни
Икона на рыбе, размещенная в киоте в форме звезды, ныне утеряна.